# Einar Gjerstad
Einar Gjerstad (ur. 30 października 1897 w Örebro, zm. 8 stycznia 1988) – szwedzki archeolog zajmujący się starożytnością śródziemnomorską, szczególnie znany ze swojej pracy na Cyprze, a także ze studiów wczesnego Rzymu.
Studiował na Uniwersytecie w Uppsali, gdzie w 1926 uzyskał tytuł doktora pisząc pracę na temat prehistorii Cypru. W 1935 został mianowany dyrektorem Szwedzkiego Instytutu w Rzymie, stanowisko piastował do 1940. W czasie II wojny światowej pracował jako delegat dla Czerwonego Krzyża w Grecji. W latach 1948–1957 był sekretarzem zarządu Szwedzkiego Instytutu w Atenach.

Prowadził wykopaliska archeologiczne na Forum Romanum w latach 1939, 1949, 1953–1954 i na Forum Boarium w 1959; w wyniku czego podzielił historię Rzymu na dwa zasadnicze okresy:
- okres przedmiejski (ok. 800-575 p.n.e.)
  - I starszych grobów na FR (800-750 p.n.e.) – ceramika późnogeometryczna
  - II młodszych grobów na FR (750-700 p.n.e.) – ceramika późnogeometryczna
  - III starszych chat na FR (700-625 p.n.e.) – ceramika protokoryncka
  - IV młodszych chat na FR (625-575 p.n.e.) – ceramika wczesno- i środkowokoryncka
- okres miejski (po 575 p.n.e.) – położenie bruku na części Forum Romanum (Comitium)

## Ważniejsze publikacje
- Studies on Prehistoric Cyprus (Uppsala, 1926)
- The Swedish Cyprus Expedition: Finds and Results of the Excavation in Cyprus 1927-1931. Vol. I (Sztokholm, 1934)
- The Swedish Cyprus Expedition: Finds and Results of the Excavation in Cyprus 1927-1931. Vol. II (Sztokholm, 1935)
- The Swedish Cyprus Expedition: Finds and Results of the Excavation in Cyprus 1927-1931. Vol. III (Sztokholm, 1937)
- Early Rome Vol. I-VI (Rzym, 1953-1975)
- Legends and Facts of Early Roman History (Lund, 1962)
- Ages and Days in Cyprus, wraz z P. Åström (Göteborg, 1980)